# Bierné
Bierné ist eine Ortschaft und eine Commune déléguée in der französischen Gemeinde Bierné-les-Villages mit 694 Einwohnern (Stand: 1. Januar 2022) im Département Mayenne in der Region Pays de la Loire. Die Einwohner werden Biernéens genannt.
Die Gemeinde Bierné wurde am 1. Januar 2019 mit Argenton-Notre-Dame, Saint-Laurent-des-Mortiers und Saint-Michel-de-Feins zur Commune nouvelle Bierné-les-Villages zusammengeschlossen. Sie hat seither den Status einer Commune déléguée. Die Gemeinde Bierné war Teil des Arrondissements Château-Gontier und des Kantons Azé.

## Geographie
Bierné liegt etwa 37 Kilometer nördlich von Angers am Ufer des Flüsschens Béron. Umgeben wurde die Gemeinde Bierné von den Nachbargemeinden Grez-en-Bouère im Norden, Bouère im Nordosten, Saint-Denis-d’Anjou im Osten, Miré im Südosten, Saint-Laurent-des-Mortiers im Süden, Saint-Michel-de-Feins und Argenton-Notre-Dame im Südwesten, Châtelain im Westen sowie Gennes-sur-Glaize im Nordwesten.

## Bevölkerungsentwicklung
| Jahr                       | 1793 | 1800 | 1876 | 1901 | 1962 | 1968 | 1975 | 1982 | 1990 | 1999 | 2006 | 2013 |
| -------------------------- | ---- | ---- | ---- | ---- | ---- | ---- | ---- | ---- | ---- | ---- | ---- | ---- |
| Einwohner                  | 945  | 810  | 978  | 927  | 816  | 758  | 664  | 604  | 630  | 633  | 679  | 678  |
| Quellen: Cassini und INSEE |      |      |      |      |      |      |      |      |      |      |      |      |

## Sehenswürdigkeiten

Kirche Saint-Pierre

- Kirche Saint-Pierre
- Schloss La Barre